# Jane Allsop
Jane Claire Allsop es una actriz australiana principalmente conocida por interpretar a Jo Parish en la serie Blue Heelers.

## Biografía
Jane es hija de John Allsop, un excirujano y de Helen Allsop. Nació en el Reino Unido y con sólo unos pocos meses de nacida se trasladó junto a su familia a los Estados Unidos.
En 1998 se graduó del Victorian College of the Arts con una licenciatura en artes vicsuales y actuación.
Jane conoció al actor David "Dave" Serafin cuando apenas tenía 13 años en una clase de actuación, sin embargo comenzaron a salir mcuho tiempo después. El 19 de mayo de 2006 tuvieron su primer hijo, Indiana Zac Serafin y en mayo del 2008 nació su segundo hijo, Jagger Zed Serafin.

## Carrera
Con apenas 13 años obtuvo su primer papel en la televisión lo obtuvo cuando ganó un papel en un comercial de Wedgewood Pies.
En 1997 obtuvo un pequeño papel en la serie Blue Heelers en donde interpretó a Angie Anderson en el episodio "Fool for Love". En el 2001 apareció de nuevo en la serie, esta vez se unió al elenco principal interpretando a la Oficial Joanna "Jo" Parrish, hasta el 2004, luego de que su personaje muriera en un atentado de bomba. En un principio Jane había audicionado para el papel de Dash McKinley pero este lo obtuvo la actriz Tasma Walton.
En 1995 apareció por primera vez como invitada en la exitosa serie australiana Neighbours, donde interpretó a la estudiante Samantha Spry, posteriormente apareció de nuevo en 1998 y 1999 esta vez interpretando a Shelley Harri Hanson & de nuevo en el 2007 esta vez como la abogada Diana Murray, quien trabajó junto a los abogados Toadfish Rebecchi y Rosetta Cammeniti en el caso de los Napier vs. Aaronow.
En el 2005 apareció como invitada en la serie MDA donde interpretó a Lucy Morello, la esposa del doctor Andrew Morello (Vince Colosimo), quien decide quedar embarazada a través de la fertilización invitro.
Ese mismo año también apareció como invitada en tres episodios de la serie Last Man Standig, donde interpretó a la cómoda y segura Suzie, cuyo carácter giraba en torno al hecho de que no estaba en relaciones buscando romance, sino sexo. Para este personaje Jane tuvo que hacer un semidesnudo.
En el 2010 apareció como personaje recurrente a la tercera temporada de la serie australiana Rush, donde interpretó a la Doctora Tahs Button.
En el 2011 apareció en la película hecha para la televisión Underbelly Files: Tell Them Lucifer Was Here donde interpretó a Carmel Arthur, la viuda del oficial Rod Miller (Paul O'Brien).
En el 2012 también se unió al elenco de la miniserie Devil's Dust donde dio vida a Eva Francis. Ese mismo año apareció como personaje recurrente de la primera temporada de la serie House Husbands donde interpretó a Rachael, en marzo del 2015 se anunció que Jane regresaría a la serie durante la cuarta temporada en el 2015.
En el 2014 apareció en la miniserie Never Tear Us Apart: The Untold Story of INXS donde interpretó a Pat Hutchence, la madre de Michael Hutchence (Luke Arnold) el famoso vocalista de la banda "INXS".
En febrero del 2018 se unió al elenco de la miniserie Underbelly Files: Chopper donde interpretó a la detective Martin.

## Filmografía

### Series de televisión
| Año               | Título                                        | Personaje                   | Notas                            |
| ----------------- | --------------------------------------------- | --------------------------- | -------------------------------- |
| 2018              | True Story with Hamish & Andy                 | Madre de Carol              | ep. "Carol"                      |
| 2018              | Underbelly Files: Chopper                     | Det. Martin                 | 2 episodios - miniserie          |
| 2012, 2015 - 2017 | House Husbands                                | Rachael                     | 26 episodios                     |
| 2014 - 2016       | Rake                                          | Felicity Finnane            | 6 episodios                      |
| 2015              | The Doctor Blake Mysteries                    | Ruth Dempster               | episodio "My Brother's Keeper"   |
| 2015              | Miss Fisher's Murder Mysteries                | Delores                     | episodio # 3.5                   |
| 2014              | Never Tear Us Apart: The Untold Story of INXS | Pat Hutchence               | 2 episodios - miniserie          |
| 2013              | Underbelly: Squizzy                           | Lady Margaret Stanley       | 2 episodios                      |
| 2012              | Devil's Dust                                  | Eva Francis                 | 2 episodios - miniserie          |
| 2010 - 2012       | Tangle                                        | Tanya Hicks                 | 10 episodios                     |
| 2011              | The Slap                                      | Tracey                      | 3 episodios                      |
| 2010 - 2011       | Rush                                          | Tash Button                 | 12 episodios                     |
| 2009              | City Homicide                                 | Jo Andrews                  | episodio "Rage"                  |
| 2007              | Neighbours                                    | Diana Murray                | 2 episodios                      |
| 2005              | Last Man Standing                             | Suzie                       | 3 episodios                      |
| 2005              | MDA: Medical Defence Australia                | Lucy Morello                | 4 episodios                      |
| 2005              | Holly's Heroes                                | Abby Dawson                 | episodio "Stop the Clock"        |
| 1997, 2001 - 2004 | Blue Heelers                                  | Oficial Joanna "Jo" Parrish | 78 episodios                     |
| 1999              | The Adventures of Lano & Woodley              | Teresa                      | episodio "The Pool"              |
| 1998              | Driven Crazy                                  | Cliente del Cine            | episodio "Noseweed"              |
| 1998              | State Coroner                                 | Kirsty Wilson               | episodio "Sunday in the Country" |

### Películas
| Año  | Título                                       | Personaje       | Notas                                                                                         |
| ---- | -------------------------------------------- | --------------- | --------------------------------------------------------------------------------------------- |
| 2014 | You Cut, I Choose                            | Jill (27 años)  | corto - junto a Josh McConville, Kate Box, Taylor Ferguson, Coco Jack Gillies y Xenia Goodwin |
| 2014 | The Menkoff Method                           | Nancy           | junto a Noah Taylor, David Whiteley, Catherine McClements, Brett Cousins & Lachlan Woods      |
| 2012 | FH2: Faghag2000                              | Mary            | corto - junto a Sunday Barca Irving, Tegan Crowley, Lexi Gillard & James Harvey               |
| 2011 | Golden Girl                                  | Madre de Cilla  | junto a Marny Kennedy, Hanna Mangan Lawrence & Nick Farnell                                   |
| 2011 | Attack                                       | Carol           | corto - junto a Angus Sampson                                                                 |
| 2011 | Underbelly Files: Tell Them Lucifer Was Here | Carmel Arthur   | junto a Paul O'Brien, Todd Lasance & Ditch Davey                                              |
| 2010 | Matching Jack                                | Marianne        | junto a Jacinda Barrett, Richard Roxburgh, Yvonne Strahovski & Kate Kendall                   |
| 2007 | The King                                     | Noeline Brown   | junto a Stephen Curry & Bernard Curry, Steve Bisley, Shaun Micallef, Beau Brady & Roz Hammond |
| 2006 | The Deal                                     | Tina            | cortometraje                                                                                  |
| 2002 | Guru Wayne                                   | Jane White      | junto a Todd MacDonald & Fletcher Humphrys                                                    |
| 1998 | Halifax f.p: Afraid of the Dark              | Novia de Lauper | junto a Brett Swain                                                                           |
| 1997 | Kangaroo Palace                              | Cecily          | -                                                                                             |

### Teatro
| Año  | Obra                                            | Personaje | Director    | Teatro              | Notas                                                   |
| ---- | ----------------------------------------------- | --------- | ----------- | ------------------- | ------------------------------------------------------- |
| 2007 | Both Sides of the Bar & The Fellatio Monologues | -         | Scott Major | Gertrude St Fitzroy | junto a Scott Major, Campbell Usher & Fletcher Humphrys |

## Premios y nominaciones
| Año  | Categoría                      | Premio             | Serie        | Resultado |
| ---- | ------------------------------ | ------------------ | ------------ | --------- |
| 2005 | Most Popular Actress           | Silver Logie Award | Blue Heelers | Nominada  |
| 2000 | Most Popular New Female Talent | Logie Award        | Blue Heelers | Ganó      |